# Большая Кутра
Больша́я Ку́тра — река в Нижегородской области России, правый приток Оки. Длина реки — 50 км. Площадь водосборного бассейна — 457 км².
Крупнейшая река Вачского района. Несудоходна.

## Описание
Исток — около деревни Сколково (бывшего Алтунинского сельсовета, ныне Казаковского) в Вачском районе. Течёт на северо-запад, затем поворачивает на юго-запад, огибая по дуге посёлок Вача. Протекает деревни Медоварцево, Еремеево, Польцо, Горы, Сколково, Кошелёво.
Протекает по известняковым Перемиловским горам. За 4 км до впадения в Оку на правом берегу Большой Кутры находится Болотниковская пещера.
Впадает в Оку недалеко от деревни Пертово. Примерно на 1 км от её устья ниже по течению Оки находится пристань Александрово. Высота устья — 71 м.

## Притоки (км от устья)
- 18 км: река Шерша (пр)
- 24 км: река Малая Кутра (Нижняя Кутра) (лв)
- Ундюгерь (лв)

## Данные водного реестра
По данным государственного водного реестра России относится к Окскому бассейновому округу, водохозяйственный участок реки — Ока от города Муром до города Горбатов, без рек Клязьма и Тёша, речной подбассейн реки — бассейны притоков Оки от Мокши до впадения в Волгу. Речной бассейн реки — Ока.
Код объекта в государственном водном реестре — 09010301212110000031018.